# 鲁道夫·拜尔
鲁道夫·拜尔（德語：Rudolf Bayer，1939年3月3日—）是一名德國計算機科學家。
他是慕尼黑工業大學資訊學榮譽教授，自1972年起受聘於該校。他因發明了三種資料排序結構而知名：B樹（與愛德華·M·麥克萊特合作）、UB樹（與沃爾克·馬克爾合作）和紅黑樹。
拜爾是2001年SIGMOD埃德加·F·科德創新獎創新獎的得主。2005年，他獲選為德國資訊學會會士。

## 外部連結
- 鲁道夫·拜尔 （页面存档备份，存于）在慕尼黑工業大學的個人網頁